# ArcelorMittal Kryvyi Rih
ArcelorMittal Kryviy Rih (tidligere Kryvorizhstal) (Криворіжсталь) er en ukrainsk stålproducent. Den blev etableret i 1934 og har hovedkvarter i Kryvyj Rih.
I 2005 blev virksomheden opkøbt af Mittal Steel.